# (20530) Johnayres
(20530) Johnayres est un astéroïde de la ceinture principale d'astéroïdes.

## Description
(20530) Johnayres est un astéroïde de la ceinture principale d'astéroïdes. Il fut découvert le 7 septembre 1999 à Socorro (Nouveau-Mexique) par le projet LINEAR. Il présente une orbite caractérisée par un demi-grand axe de 3,14 UA, une excentricité de 0,18 et une inclinaison de 1,0° par rapport à l'écliptique.

## Compléments